# Abdère (cité antique)
Pour les articles homonymes, voir Abdère.

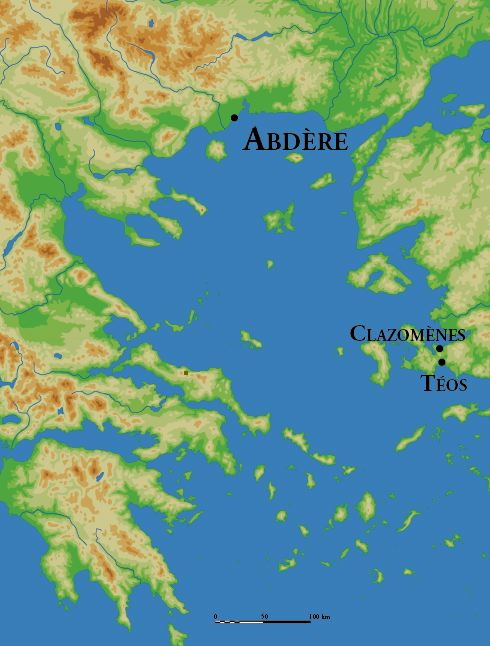
Localisation d'Abdère et de ses deux métropoles successives Clazomènes et Téos

Abdère (en grec ancien Ἄϐδηρα / Ábdēra) est une cité grecque de la Thrace antique, située près de l'embouchure du fleuve Nestos, en face de l'île de Thasos. Fondée en 656–654 avant notre ère, elle a été renommée Polystylon (Πολύστυλον / Polístilon : « aux nombreuses colonnes ») au IXe siècle, à l'époque byzantine, avant d'être abandonnée sous l'ère ottomane à cause de l'envasement du port.

## La colonie de Clazomènes et Téos
La ville est fondée sur le cap Bouloustra par des colons de la cité ionienne de Clazomènes en 656–652 avant notre ère sous la direction de Timesios. En dépit de sa position stratégique sur le littoral thrace, de ses deux ports et de son riche terroir, cette première ville fortifiée, en butte à l'hostilité des Thraces du voisinage, entre rapidement en déclin, et elle est refondée par des colons de Téos (cité voisine de Clazomènes), qui cherchent à échapper à l'emprise perse, en 545 avant notre ère. Le nom de la cité est associé au mythe d'Abdère, compagnon d'Héraclès déchiqueté par les chevaux carnivores du roi des Thraces Bistoniens, Diomède.
Cette fois la cité connaît une rapide prospérité. Son monnayage d'argent, des octadrachmes et des tétradrachmes frappés du symbole du griffon, qui se signalent par la qualité de leur travail, ont été retrouvés jusqu'en Égypte, en Syrie ou en Mésopotamie, ce qui atteste la vitalité commerciale de la ville.
Pendant les guerres médiques, la ville est sous contrôle perse : elle sert de base navale à Mardonios dans sa campagne contre les cités grecques du Nord de l'Égée et les tribus thraces en 491 avant notre ère. Lors de l'invasion perse de 480 av. J.-C., le roi Xerxès et son armée y font halte, et y sont reçus de nouveau l'année suivante lors de leur retraite vers l'Asie.

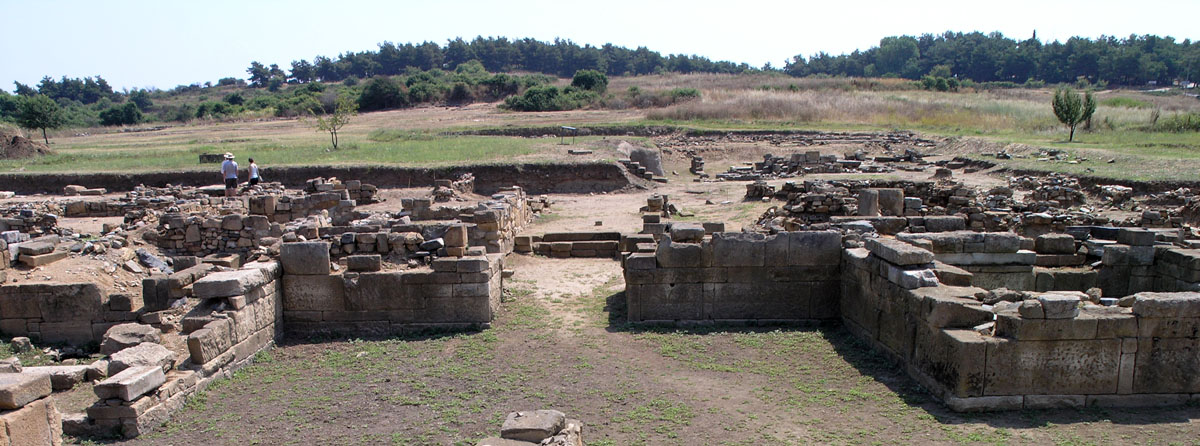
Porte ouest de la seconde enceinte (sud) de la ville

Abdère est incorporée à la première Ligue maritime athénienne, où sa prospérité lui vaut un tribut très élevé (10 à 15 talents à partir de 454 avant notre ère). Elle maintient parallèlement des relations étroites avec le royaume thrace d'Odryssie qui entoure son territoire.
En 376 avant notre ère, elle est victime d'une invasion de 30 000 Triballes qui massacrent une partie de sa population, avant que la ville soit sauvée par l'intervention du général athénien Chabrias. Elle entre l'année suivante dans la seconde Ligue maritime athénienne, et demeure dans la sphère d'influence athénienne jusque vers 350 avant notre ère.
Abdère possède les institutions habituelles d'une cité démocratique : le Dèmos et la Boulè détiennent le pouvoir, qu'exercent les principaux magistrats nommés « Timouques » (Τιμούχοι) puis « Nomophylaques » (Νομοφύλακες) au IIe siècle avant notre ère. Les finances de la cité sont contrôlées par des « archontes ». La cité conservait soigneusement des archives administratives et législatives entreposées dans le sanctuaire de Dionysos.
Outre Dionysos, les principales divinités honorées sont Déméter, lors des Thesmophories, Apollon, la divinité poliade, ainsi qu'Athéna Épipyrgitis et Aphrodite.
La cité est célèbre pour ses intellectuels, et notamment ses philosophes : l'école abdéritaine s'y est créée, avec Protagoras, Leucippe, Démocrite et Anaxarque.
La population de la cité est peut-être comprise entre 30 000 et 60 000 habitants, un chiffre fort important pour cette époque.

## La ville macédonienne et romaine

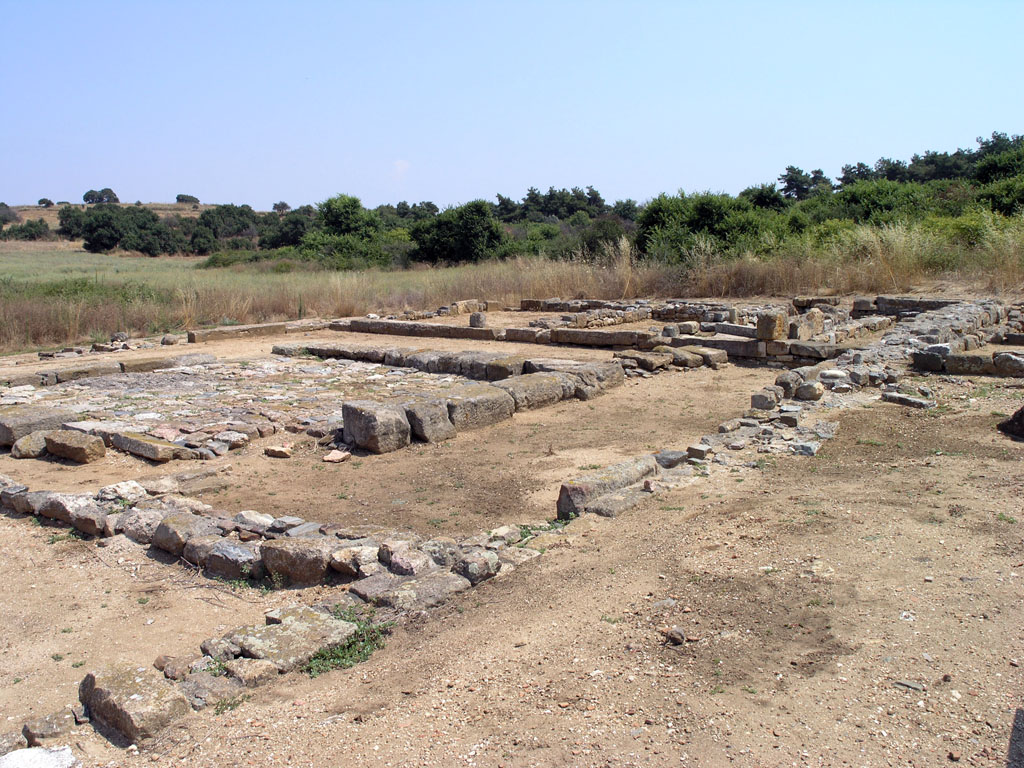
Grande demeure d'époque hellénistique et romaine, avec sa cour centrale pavée.

Abdère est conquise par Philippe II de Macédoine et incorporée avec les autres cités de la côte thrace, Maronée et Ainos, vers 350 avant notre ère dans une stratégia directement administrée par un lieutenant-général macédonien.
Après la mort d'Alexandre le Grand, la cité passe d'un royaume hellénistique à l'autre (Antigonides, Séleucides et Ptolémées) au gré de leurs diverses fortunes. En 170 avant notre ère, elle est assiégée et pillée par les armées romaines et celles d'Eumène II de Pergame. La victoire de Rome sur le royaume de Macédoine en 168 avant notre ère entraîne l'établissement de l'hégémonie romaine sur les cités de Thrace : la stratégia macédonienne de Thrace est dissoute et les villes côtières, dont Abdère, deviennent des cités romaines.
Pourtant, la période de prospérité de la ville est terminée : située à l'écart du grand axe de communication est-ouest qu'est la Via Egnatia, la ville souffre d'autre part de l'envasement de son port du fait des alluvions naturelles du Nestos. Parallèlement, la baie autour de laquelle était construite la ville originelle s'est comblée, et au milieu du IVe siècle, les habitants d'Abdère doivent déplacer le port vers le Sud et reconstruire une enceinte autour de deux nouveaux bassins portuaires. Cette seconde ville est celle qui a été le mieux fouillée : outre l'enceinte, elle a livré de nombreuses grandes demeures (voir les illustrations), dont l'utilisation s'est poursuivie jusqu'à l'époque romaine (IIe – IIIe siècle). Le seul édifice public important connu, outre l'enceinte, est le théâtre, aujourd'hui très ruiné.

## D'Abdère à Polystylon

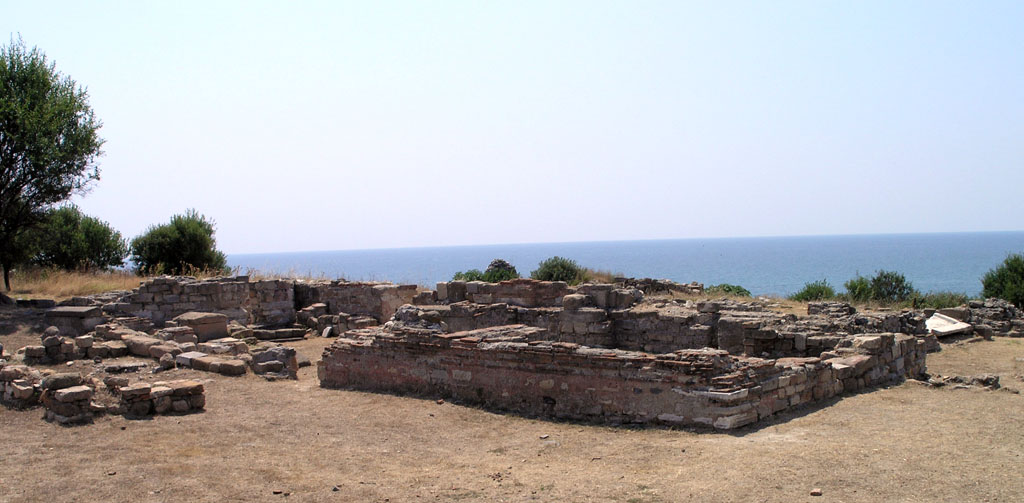
Principale basilique chrétienne de l'acropole d'Abdère/Polystylon.

Sous le règne de l'empereur Constantin Ier le Grand (307–337), la ville, déjà très affaiblie, subit un séisme qui la détruit totalement : on n'en trouve plus mention dans les sources pendant les cinq siècles suivants.
Elle réapparaît sous le nom de « Polystylon » dans une liste épiscopale de 879 : un certain Démétrios en est le représentant au concile œcuménique de Constantinople cette année-là. La renaissance de la ville a dû se produire dans le mouvement de réurbanisation qui caractérise la dynastie macédonienne. Le nom, qui signifie littéralement « aux nombreuses colonnes » se réfère très probablement aux vestiges voisins de la ville antique (ce toponyme est fréquent en Grèce et se retrouve par exemple dans la région de Philippes toute proche). Selon la liste conciliaire, l'évêque de Polystylon est suffragant du métropolite de Philippes, avant d'être annexé par celui, plus proche, de Maronée en 1365–1370.
La ville est mentionnée plusieurs fois, comme un « port de commerce » ou une « ville côtière » dans les sources byzantines du XIVe siècle et du début du XVe siècle, en relation avec les nombreuses luttes intestines de l'Empire déclinant. Elle passe ensuite brièvement sous domination du royaume des bulgares et des valaques, avant de revenir aux Byzantins peu avant l'invasion turque. L'historien et théologien Jean Cantacuzène la visite en 1342 et la décrit dans l'un de ses livres.
Polystylon n'occupe plus alors que l'acropole antique d'Abdère, refortifiée dès l'Antiquité tardive, selon un phénomène de réduction du périmètre urbain propre à presque toutes les villes de la Méditerranée à cette même époque. Les fouilles récentes en ont dégagé l'église épiscopale (une basilique à transept du IXe siècle restaurée au XIIe siècle, une petite église à coupole byzantine, une basilique funéraire et des bains qui remontent au IVe – Ve siècle.
Polystylon tombe aux mains des Turcs en 1373 et décline ensuite jusqu'à n'être plus qu'un petit village de pêcheurs, lui-même finalement abandonné faute d'accès à la mer dans le courant du XVIe siècle. Ses ruines servent ensuite de réserve de pierres aux villages des environs.

## L'exploration archéologique du site
L'identification du site archéologique du cap Bouloustra avec la ville antique d'Abdère remonte au savant autrichien Aloïs Riegl en 1887. Le service archéologique grec fouille la ville grecque depuis 1950 (D. Lazaridis), tandis que les fouilles de l'acropole byzantine ont eu lieu entre 1982 et 1996.